# Gainsbourg & Co
Albums de Serge Gainsbourg
Signé Gainsbourg : La collection officielle
(2013) Serge Gainsbourg & Friends
(2016)
 Gainsbourg & Co est un digipack de 2 CD comprenant une compilation de titres écrits et interprétés par Serge Gainsbourg et de titres écrits par lui et interprétés par d'autres artistes, sauf la reprise de Vieille Canaille — You Rascal You, une chanson écrite par Sam Theard (en) et Thomas Dorsey (en) —, que Gainsbourg interprète avec Eddy Mitchell et dont l'adaptation française est signée Jacques Plante. 
Le disque sort le 26 février 2016 à l'occasion du vingt-cinquième anniversaire de la disparition de l'artiste.

## Accueil
Selon le site de la SNEP, Gainsbourg & Co se classe à la 41e place des ventes physiques du Top Albums la semaine de sa sortie et la 48e du Top Albums fusionnés (physiques et téléchargées). Selon le site InfoDisc, l'album s'est vendu d'après les estimations à 5 100 exemplaires.

## Titres

### CD 1:Sélection de Gainsbourg
Tous les paroles et musique sont écrites et composés par Serge Gainsbourg, sauf ceux indiqués.
| No  | Titre                                       | Musique                               | Extrait de l'album                       | Durée |
| --- | ------------------------------------------- | ------------------------------------- | ---------------------------------------- | ----- |
| 1.  | Le Poinçonneur des Lilas                    |                                       | Du chant à la une ! (1958)               | 2:44  |
| 2.  | L'Eau à la bouche                           | Serge Gainsbourg, Alain Goraguer      | single (1960)                            | 2:32  |
| 3.  | La Chanson de Prévert                       |                                       | L'Étonnant Serge Gainsbourg (1961)       | 3:03  |
| 4.  | La Javanaise                                |                                       | single (1962)                            | 2:31  |
| 5.  | Elaeudanla téïtéïa                          |                                       | Gainsbourg Confidentiel (1963)           | 1:38  |
| 6.  | Couleur Café                                |                                       | Gainsbourg Percussions (1964)            | 2:13  |
| 7.  | Docteur Jekyll et Monsieur Hyde             |                                       | single (1966)                            | 1:57  |
| 8.  | Comic Strip (avec Brigitte Bardot)          |                                       | single (1967)                            | 2:12  |
| 9.  | Bonnie and Clyde (avec Brigitte Bardot)     |                                       | Initials B.B. et Bonnie and Clyde (1968) | 4:17  |
| 10. | Manon                                       |                                       | single (1968)                            | 2:43  |
| 11. | Initials B.B.                               |                                       | Initials B.B. (1968)                     | 3:35  |
| 12. | Requiem pour un c...                        | Serge Gainsbourg, Michel Colombier    | single (1968)                            | 2:50  |
| 13. | Je t'aime… moi non plus (avec Jane Birkin)  |                                       | Jane Birkin - Serge Gainsbourg (1969)    | 4:23  |
| 14. | L'Anamour (version album)                   |                                       | Jane Birkin - Serge Gainsbourg (1969)    | 2:19  |
| 15. | Élisa                                       | Serge Gainsbourg, Michel Colombier    | Jane Birkin - Serge Gainsbourg (1969)    | 2:30  |
| 16. | Ballade de Melody Nelson (avec Jane Birkin) | Serge Gainsbourg, Jean-Claude Vannier | Histoire de Melody Nelson (1971)         | 2:03  |
| 17. | Je suis venu te dire que je m'en vais       |                                       | Vu de l'extérieur (1973)                 | 3:23  |
| 18. | Ma Lou Marilou                              |                                       | L'Homme à tête de chou (1976)            | 2:41  |
| 19. | My Lady héroïne                             | Albert Ketèlbey                       | single (1977)                            | 3:13  |
| 20. | Sea, Sex and Sun                            |                                       | single (1978)                            | 3:42  |
| 21. | Aux armes et cætera                         |                                       | Aux armes et cætera (1979)               | 3:09  |
| 22. | La Nostalgie camarade                       |                                       | Mauvaises nouvelles des étoiles (1981)   | 3:23  |
| 23. | Love on the Beat (version single)           |                                       | Love on the Beat (1984)                  | 4:02  |
| 24. | Sorry Angel                                 |                                       | Love on the Beat (1984)                  | 3:59  |
| 25. | You're Under Arrest                         |                                       | You're Under Arrest (1987)               | 4:13  |

### CD 2:Sélection d'autres interprètes
Tous les paroles et musiques sont écrites et composées par Serge Gainsbourg, sauf ceux indiqués.
| No  | Titre                                     | Paroles                      | Musique                           | Interprète de la chanson             | Durée |
| --- | ----------------------------------------- | ---------------------------- | --------------------------------- | ------------------------------------ | ----- |
| 1.  | Je me donne à qui me plaît                |                              |                                   | Brigitte Bardot                      | 2:02  |
| 2.  | Accordéon                                 |                              |                                   | Juliette Gréco                       | 2:24  |
| 3.  | Les Yeux pour pleurer                     |                              |                                   | Nana Mouskouri                       | 3:12  |
| 4.  | Poupée de cire, poupée de son             |                              |                                   | France Gall                          | 2:33  |
| 5.  | La Gadoue                                 |                              |                                   | Petula Clark                         | 3:01  |
| 6.  | Les P'tits Papiers                        |                              |                                   | Régine                               | 2:12  |
| 7.  | Les Papillons noirs                       |                              |                                   | Michèle Arnaud & Serge Gainsbourg    | 2:51  |
| 8.  | Les Petits Boudins                        |                              |                                   | Dominique Walter                     | 2:06  |
| 9.  | Sous le soleil exactement                 |                              |                                   | Anna Karina                          | 2:59  |
| 10. | Harley Davidson                           |                              |                                   | Brigitte Bardot                      | 2:31  |
| 11. | Comment te dire adieu ?                   |                              | Arnold Goland, Jack Gold          | Françoise Hardy                      | 2:27  |
| 12. | Hélicoptère                               |                              |                                   | Mireille Darc                        | 2:49  |
| 13. | Le Bras mécanique                         |                              | Jacques Dutronc                   | Jacques Dutronc                      | 4:24  |
| 14. | Ex-fan des sixties                        |                              |                                   | Jane Birkin                          | 3:04  |
| 15. | Manureva                                  |                              | Alain Chamfort, Jean-Noël Chaléat | Alain Chamfort                       | 6:41  |
| 16. | Dieu fumeur de havanes                    |                              |                                   | Catherine Deneuve & Serge Gainsbourg | 3:54  |
| 17. | Fuir le bonheur de peur qu'il ne se sauve |                              |                                   | Jane Birkin                          | 3:13  |
| 18. | Pull marine                               | Gainsbourg, Adjani           |                                   | Isabelle Adjani                      | 3:56  |
| 19. | Vieille canaille                          | Jacques Plante               | Sam Theard                        | Serge Gainsbourg & Eddy Mitchell     | 2:59  |
| 20. | Quoi                                      | Cesare de Natale, Gainsbourg | Maurizio et Guido de Angelis      | Jane Birkin                          | 4:35  |
| 21. | Charlotte for Ever                        |                              | Aram Khatchatourian               | Charlotte et Serge Gainsbourg        | 3:56  |
| 22. | Lulu                                      |                              |                                   | Bambou                               | 4:10  |
| 23. | Tandem                                    |                              | Franck Langloff                   | Vanessa Paradis                      | 3:28  |
| 24. | Comme un boomerang                        |                              |                                   | Daho et Dani                         | 2:57  |

## Classements hebdomadaires
| Classement (2016)            | Meilleure place |
| ---------------------------- | --------------- |
| France (SNEP)                | 47              |
| France (SNEP Megafusion)     | 40              |
| France (SNEP Physique)       | 39              |
| Belgique (Wallonie Ultratop) | 32              |
| Belgique (Flandre Ultratop)  | 66              |